# Echiniscus tardus
Echiniscus tardus är en djurart som tillhör fylumet trögkrypare, och som beskrevs av Mihelcic 1951. Echiniscus tardus ingår i släktet Echiniscus och familjen Echiniscidae. Inga underarter finns listade i Catalogue of Life.